# Upsala-Ekeby AB

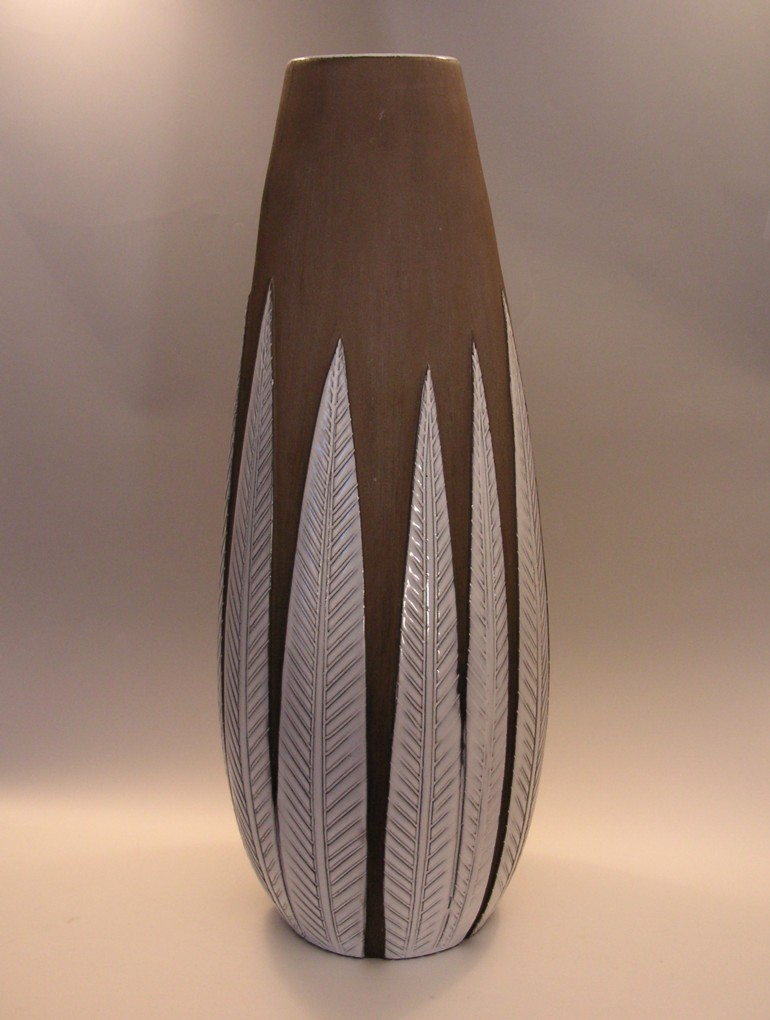
Anna-Lisa Thomsons "Paprika" von 1948

Upsala-Ekeby AB (Stempel UE) war eine schwedische Manufaktur in Ekeby, einem Stadtteil von Uppsala. 
Upsala-Ekeby war neben Gustavsberg und Rörstrand eine der drei großen Porzellanmanufakturen in Schweden. Die Fabrik wurde 1886 von der Familie von Bahr gegründet. Die Lehmvorkommen vor Ort eigneten sich gut zur Herstellung von Fliesen und Klinkerplatten, später kamen Mauerziegel, Dachpfannen, Kachelöfen, Vasen und Schüsseln mit ins Programm. Anfangs kopierte man ausländische keramische Produkte, doch die Heimausstellung 1917 bei Liljevalchs in Stockholm öffnete vielen Anbietern von industriell hergestellter Massenwaren die Augen, dass auch solche Produkte künstlerisch gestaltet werden könnten Daher engagierte man bei Upsala-Ekeby ab 1920 die ersten Künstler.
Anna-Lisa Thomson und Sven Erik Skawonius kamen in den 1930er Jahren zum Team,  später folgten Vicke Lindstrand und Ingrid Atterberg. Unter ihnen bekam die Manufaktur eine neue künstlerische Richtung. Upsala-Ekebys Produkte gewannen internationale Preise (Paris 1937, New York 1939), wurden beliebt und waren preiswert. Fliesen und Klinker waren während der 1950er Jahre die erfolgreichsten Produkte der Firma. An die 60 Millionen Platten pro Jahr wurden hergestellt, viele davon schmücken heute noch die Wände einiger Stockholmer U-Bahn-Stationen.
Während der 1930er und 1940er Jahre kaufte man kleinere Manufakturen dazu und 1964 den Konkurrenten Rörstrand. Auch einige Glashütten wie Kosta Boda wurden einverleibt. Die Unternehmensstruktur wurde durch diese Erweiterungen zu sehr zersplittert. Während der 1970er Jahre sah man sich gezwungen, sämtlichen Künstlern zu kündigen, und 1978 wurde die Produktion schließlich eingestellt.